# SPH
El SPH (por sus siglas en inglés: Standard Primary Habitability) es una medida multiparamétrica que califica la aptitud de un planeta para la presencia de productores primarios (es decir, plantas y otros organismos autótrofos que desempeñen la fotosíntesis), desarrollada por el Laboratorio de Habitabilidad Planetaria («PHL») de la UPRA. Adopta valores comprendidos entre 0 (para entornos donde no pueden aparecer estos organismos) y 1 (escenario ideal), en función de la temperatura media y de la humedad relativa del planeta. Para mediados de 2015, los dos planetas confirmados con mayor SPH (incluyendo la Tierra, que registra un 0,72), son Kepler-443b (0,98) y Kepler-62e (0,96).

## Usos
El SPH se emplea, principalmente, para valorar la habitabilidad global de la Tierra o de cualquier exoplaneta utilizando a los productores primarios como estándar, dada su condición de primer eslabón en la cadena alimenticia y de estabilizador del clima planetario. También se utiliza para comparar la evolución de la habitabilidad terrestre desde paleoclimas a escenarios de cambio climático mundial.

## La paradoja del tamaño
Los medios actuales no permiten conocer la humedad relativa media de los exoplanetas descubiertos, por lo que se calcula en función de la densidad atmosférica estimada. Habitualmente, esta última suele ser mayor en planetas de masa elevada. Las investigaciones del equipo de Courtney Dressing, del Harvard-Smithsonian Center for Astrophysics (CfA), muestran la existencia de unos límites naturales, establecidos en 1,6 radios terrestres (R⊕) y 6 masas terrestres (M⊕), a partir de los cuales las probabilidades de que un planeta sea un gigante gaseoso aumentan considerablemente. Así pues, paradójicamente, es probable que aquellos a los que se ha asignado un mayor SPH sean gaseosos y, por tanto, totalmente inhóspitos para la vida vegetal o para cualquier otro tipo de productor primario conocido.
Considerando las investigaciones del equipo de Dressing, Kepler-443b tiene una probabilidad altísima de ser un gigante gaseoso (con 2,33 R⊕ y 19,53 M⊕). Sin embargo, Kepler-62e se encuentra justo en el límite (1,61 R⊕ y 4,54 M⊕) y sí podría ser un planeta terrestre, aunque los modelos indican que es más probable que se trate de un planeta océano.

## Expresión matemática
El SPH se calcula mediante:
{\displaystyle {SPH}={H_{T}}({T}){\cdot }{H_{RH}}({RH})}
{\displaystyle \ H_{x}(x)={\begin{cases}{\begin{bmatrix}{\frac {(x-x_{min})(x-x_{max})}{(x-x_{min})(x-x_{max})-(x-x_{opt})^{2}}}\end{bmatrix}}^{W}&{\mbox{ }}x_{min}\leq x\leq x_{max}{\mbox{; }}x_{min}<x_{opt}<x_{max}\\\ 0&{\mbox{ }}c.c.\\\end{cases}}}
Donde Hx(X) son las funciones de habitabilidad para la temperatura (T) y humedad relativa (RH), respectivamente.

## SPH de exoplanetas confirmados
A continuación, figura una lista de los exoplanetas confirmados con mayor Índice de Similitud con la Tierra ordenados en función de este y sus respectivos SPH:
| Planeta          | IST  | SPH  |
| ---------------- | ---- | ---- |
| Kepler-438b      | 0,88 | 0,50 |
| Kepler-296e      | 0,85 | 0,75 |
| Gliese 667 Cc    | 0,84 | 0,64 |
| Kepler-442b      | 0,84 | 0,04 |
| Kepler-62e       | 0,83 | 0,96 |
| Kepler-452b      | 0,83 | 0,93 |
| Gliese 832 c     | 0,81 | 0,96 |
| EPIC 201367065 d | 0,80 | 0,00 |
| Kepler-283c      | 0,79 | 0,85 |
| Tau Ceti e       | 0,78 | 0,00 |